# Wapen van Teylingen

Wapen van Teylingen

Het wapen van Teylingen is op 18 maart 2008 bij Koninklijk Besluit aan de gemeente Teylingen toegekend naar aanleiding van de gemeentelijke herindeling van 1 januari 2006, waarbij Sassenheim, Voorhout en Warmond werden samengevoegd tot één nieuwe gemeente.

## Oorsprong
Het wapen is afgeleid van de familie Van Teylingen die claimde af te stammen van het Hollandse Huis dat de graven van Holland voortbracht. Het wapen van de familie van Teylingen was het wapen van de graven van Holland, met daarover een barensteel van zilver (wit) of azuur (blauw). De Hoge Raad van Adel stelde de laatstgenoemde variant voor, maar de gemeenteraad had de voorkeur voor de variant met de zilveren barensteel. Een reden daarvoor was dat de voormalige gemeente Langerak het wapen met de blauwe barensteel gevoerd heeft, maar met een leeuw zonder blauwe tong en nagels.

## Blazoenering
De beschrijving van het wapen is als volgt: "In goud een leeuw van keel, getongd en genageld van azuur, met over de borst een barensteel van zilver. Het schild gedekt met een gouden kroon van vijf bladeren en gehouden door twee aanziende leeuwen van goud, getongd en genageld van keel."
N.B. 
- De heraldische kleuren in de schilden zijn: keel (rood), goud (geel), azuur (blauw) en zilver (wit).
- De schildhouders zijn twee leeuwen die de toeschouwer aankijken.

## Verwante wapens
Wapens die historisch verwant zijn aan het wapen van Teylingen:

Het wapen van het Hollandse Huis van de graven van Holland
Het wapen van Langerak
Het wapen van Van Teylingen